# Coupe d'Asie des nations de football 1956
Navigation
Corée du Sud 1960
La Coupe d'Asie des nations 1956 a eu lieu à Hong Kong en septembre 1956 et fut remportée par la Corée du Sud.

## Tournoi final
Le tournoi final regroupe les 3 pays vainqueurs de leur groupe de qualification respectif : Israël (qualifié après le forfait de ses adversaires), la Corée du Sud et le Sud-Vietnam ainsi que Hong-Kong qui, en tant que pays organisateur, est qualifié directement pour le tournoi final.
|   | Équipe       | Pts | J | G | N | P | BP | BC | Diff |
| - | ------------ | --- | - | - | - | - | -- | -- | ---- |
| 1 | Corée du Sud | 5   | 3 | 2 | 1 | 0 | 9  | 6  | +3   |
| 2 | Israël       | 4   | 3 | 2 | 0 | 1 | 6  | 5  | +1   |
| 3 | Hong Kong    | 2   | 3 | 0 | 2 | 1 | 6  | 7  | -1   |
| 4 | Sud-Vietnam  | 1   | 3 | 0 | 1 | 2 | 6  | 9  | -3   |

| 1er septembre 1956 | Hong Kong    | 2 | 3 | Israël      |
| 6 septembre 1956   | Corée du Sud | 2 | 2 | Hong Kong   |
| 8 septembre 1956   | Corée du Sud | 2 | 1 | Israël      |
| 9 septembre 1956   | Hong Kong    | 2 | 2 | Sud-Vietnam |
| 12 septembre 1956  | Israël       | 2 | 1 | Sud-Vietnam |
| 15 septembre 1956  | Corée du Sud | 5 | 3 | Sud-Vietnam |

| 1er septembre 1956 | Hong Kong          | 2 - 3 | Israël                        | Hong Kong Stadium, Hong Kong                   |                                                |
| 19:00              | Au Chi Yin 12e 66e |       | 37e 76e Glazer · 69e Stelmach | Spectateurs : 30 000 Arbitrage : H.A. Sheppard | Spectateurs : 30 000 Arbitrage : H.A. Sheppard |

| 6 septembre 1956 | Hong Kong                         | 2 - 2 | Corée du Sud                          | Hong Kong Stadium, Hong Kong |                      |
| 19:00            | Tang Yi Kit 10e · Ko Po Keung 39e |       | 45e Kim Ji-Sung · 62e Choi Kwang-Seok | Spectateurs : 30 000         | Spectateurs : 30 000 |

| 8 septembre 1956 | Corée du Sud                          | 2 - 1 | Israël       | Hong Kong Stadium, Hong Kong                   |                                                |
| 19:00            | Woo Sang-kwon 52e · Sung Nak-woon 64e |       | 71e Stelmach | Spectateurs : 20 000 Arbitrage : Troung Van Ky | Spectateurs : 20 000 Arbitrage : Troung Van Ky |

| 9 septembre 1956 | Hong Kong                                 | 2 - 2 | Sud-Vietnam                        | Hong Kong Stadium, Hong Kong |                      |
| 19:00            | Chu Wing Wah 59e (pen.) · Lau Chi Lam 79e |       | 30e Tran Van Tong · 64e Le Huu Duc | Spectateurs : 30 000         | Spectateurs : 30 000 |

| 12 septembre 1956 | Sud-Vietnam       | 1 - 2 | Israël           | Hong Kong Stadium, Hong Kong                  |                                               |
| 19:00             | Tran Van Tong 58e |       | 14e 27e Stelmach | Spectateurs : 15 000 Arbitrage : Tommy Tucker | Spectateurs : 15 000 Arbitrage : Tommy Tucker |

| 15 septembre 1956 | Corée du Sud                                                            | 5 - 3 | Sud-Vietnam                           | Hong Kong Stadium, Hong Kong |  |
| 19:00             | Sung Nak-woon 5e · Woo Sang-kwon 41e (pen.) 58e · Choi Jung-min 57e 66e |       | 20e Trai Van Dao · 51e 63e Le Huu Duc |                              |  |

| Coupe d'Asie 1956 Vainqueur Corée du Sud 1er titre |

### Meilleurs buteurs
4 buts :
- Nahum Stelmach

3 buts :
- Woo Sang-kwon
- Le Huu Duc